# PRSS23
PRSS23 (англ. Protease, serine 23) – білок, який кодується однойменним геном, розташованим у людей на короткому плечі 11-ї хромосоми. Довжина поліпептидного ланцюга білка становить 383 амінокислот, а молекулярна маса — 43 001.
| 10         |  | 20         |  | 30         |  | 40         |  | 50         |
| ---------- |  | ---------- |  | ---------- |  | ---------- |  | ---------- |
| MAGIPGLLFL |  | LFFLLCAVGQ |  | VSPYSAPWKP |  | TWPAYRLPVV |  | LPQSTLNLAK |
| PDFGAEAKLE |  | VSSSCGPQCH |  | KGTPLPTYEE |  | AKQYLSYETL |  | YANGSRTETQ |
| VGIYILSSSG |  | DGAQHRDSGS |  | SGKSRRKRQI |  | YGYDSRFSIF |  | GKDFLLNYPF |
| STSVKLSTGC |  | TGTLVAEKHV |  | LTAAHCIHDG |  | KTYVKGTQKL |  | RVGFLKPKFK |
| DGGRGANDST |  | SAMPEQMKFQ |  | WIRVKRTHVP |  | KGWIKGNAND |  | IGMDYDYALL |
| ELKKPHKRKF |  | MKIGVSPPAK |  | QLPGGRIHFS |  | GYDNDRPGNL |  | VYRFCDVKDE |
| TYDLLYQQCD |  | AQPGASGSGV |  | YVRMWKRQQQ |  | KWERKIIGIF |  | SGHQWVDMNG |
| SPQDFNVAVR |  | ITPLKYAQIC |  | YWIKGNYLDC |  | REG        |  |            |

A: Аланін

C: Цистеїн

D: Аспарагінова кислота

E: Глутамінова кислота

F: Фенілаланін

G: Гліцин

H: Гістидин

I: Ізолейцин

K: Лізин

L: Лейцин

M: Метіонін

N: Аспарагін

P: Пролін

Q: Глутамін

R: Аргінін

S: Серин

T: Треонін

V: Валін

W: Триптофан

Кодований геном білок за функціями належить до гідролаз, протеаз, серинових протеаз, фосфопротеїнів. 
Задіяний у такому біологічному процесі, як альтернативний сплайсинг. 
Секретований назовні.